# SM i skotercross
SM i skotercross är ett mästerskap inom Svenska Motorcykel- och Snöskoterförbundet (SVEMO) som arrangerar det på uppdrag av Riksidrottsförbundet. Skotercross är en tävlingsform för snöskotrar och arrangeras under perioden januari-april. 

## Klasser
I skotercross är det tre tävlingsklasser som har SM-status. Pro Open är den högsta klassen där bara eliten är med och tävlar. Maskinerna har motorer på max 600 kubikcentimeter. Det är fri trimning och modifiering inom vissa ramar. Pro Stock är i grund standardmaskiner. Ingen trimning för göras av motor dock får man byta dämpare, matta och göra andra justeringar inom vissa ramar. Damklassen har samma upplägg som Pro Stock med skillnaden att det endast är kvinnor som får delta.

## Tävlingsform
Skotercross körs på en bana byggd av snö med många hopp och kurvor. Banlängden kan variera från 600 meter till drygt en kilometer. Kvalen körs ett särskilt antal varv medan finalerna körs på en bestämd tid plus ett antal varv. Exempelvis kan Pro Open köra sex antal varv i kvalheaten medan finalen körs i 15 minuter plus två varv. I varje heat startar max 16 förare på linje bredvid varandra. Den som kommer först över mållinjen efter alla varven är körda vinner. I SM-deltävlingarna samlar förarna på sig poäng som de får behålla i SM-finalen. Dock skiljer sig deltävlingarna från finalen genom att maximal poäng som utdelas till en förare i varje klass är 25 poäng. I finalen körs tre heat där förarna kan få maximalt 50 poäng i varje heat. På det sättet är ingenting avgjort i förväg när finalerna drar igång. 

## Resultat SM i skotercross 2010-2016

### 2016
| Gren        | Guld                                | Guld                                | Silver                              | Silver                              | Brons                                 | Brons                                 |
| ----------- | ----------------------------------- | ----------------------------------- | ----------------------------------- | ----------------------------------- | ------------------------------------- | ------------------------------------- |
| Open        | Oskar Norum Ski-Doo Umeå AK         | Oskar Norum Ski-Doo Umeå AK         | Viktor Hertén Lynx Jakobstad MK FIN | Viktor Hertén Lynx Jakobstad MK FIN | Adam Öhman Lynx Älvsbyns MS           | Adam Öhman Lynx Älvsbyns MS           |
| Stock       | Johan Eriksson Lynx Team Walles MK  | Johan Eriksson Lynx Team Walles MK  | Andreas Mårthen Lynx Mora MK        | Andreas Mårthen Lynx Mora MK        | Balder Nääs Arctic Cat Team Walles MK | Balder Nääs Arctic Cat Team Walles MK |
| Damer Stock | Emilia Dahlgren Lynx Team Walles MK | Emilia Dahlgren Lynx Team Walles MK | Ronja Renheim Ski-Doo Lima MS       | Ronja Renheim Ski-Doo Lima MS       | Ellen Bäcke Polaris Bollnäs MK        | Ellen Bäcke Polaris Bollnäs MK        |

### 2015
| Gren      | Guld                               | Guld                               | Silver                               | Silver                               | Brons                                  | Brons                                  |
| --------- | ---------------------------------- | ---------------------------------- | ------------------------------------ | ------------------------------------ | -------------------------------------- | -------------------------------------- |
| Pro Open  | Emil Öhman Lynx Älvsbyns MS        | Emil Öhman Lynx Älvsbyns MS        | Petter Nårsa Arctic Cat Moskosels SK | Petter Nårsa Arctic Cat Moskosels SK | Filip Eriksson Arctic Cat Storumans SK | Filip Eriksson Arctic Cat Storumans SK |
| Pro Stock | Johan Eriksson Lynx Team Walles MK | Johan Eriksson Lynx Team Walles MK | Robin Jonsson Lynx Njurunda MK       | Robin Jonsson Lynx Njurunda MK       | Balder Nääs Arctic Cat Team Walles MK  | Balder Nääs Arctic Cat Team Walles MK  |
| Dam       | Elina Öhman Lynx Älvsbyns MS       | Elina Öhman Lynx Älvsbyns MS       | Ronja Revelj Polaris Team Walles MK  | Ronja Revelj Polaris Team Walles MK  | Matilda Johansson Polaris Älvsbyns MS  | Matilda Johansson Polaris Älvsbyns MS  |

### 2014
| Gren      | Guld                         | Guld                         | Silver                            | Silver                            | Brons                                   | Brons                                   |
| --------- | ---------------------------- | ---------------------------- | --------------------------------- | --------------------------------- | --------------------------------------- | --------------------------------------- |
| Pro Open  | Adam Renheim Ski-Doo Lima MS | Adam Renheim Ski-Doo Lima MS | Oskar Norum Ski-Doo Umeå AK       | Oskar Norum Ski-Doo Umeå AK       | Nisse Kjellström Polaris Team Walles MK | Nisse Kjellström Polaris Team Walles MK |
| Pro Stock | Elias Ishoel Lynx Norge      | Elias Ishoel Lynx Norge      | Adam Öhman Lynx Älvsbyns MS       | Adam Öhman Lynx Älvsbyns MS       | Magnus Reiten Lynx Norge                | Magnus Reiten Lynx Norge                |
| Dam       | Elina Öhman Lynx Älvsbyns MS | Elina Öhman Lynx Älvsbyns MS | Marica Renheim Arctic Cat Lima MS | Marica Renheim Arctic Cat Lima MS | Victoria Emilie Kirkhus Polaris Norge   | Victoria Emilie Kirkhus Polaris Norge   |

### 2013
| Gren      | Guld                                       | Guld                                       | Silver                          | Silver                          | Brons                                  | Brons                                  |
| --------- | ------------------------------------------ | ------------------------------------------ | ------------------------------- | ------------------------------- | -------------------------------------- | -------------------------------------- |
| Pro Open  | Adam Renheim Ski-Doo Lima MS               | Adam Renheim Ski-Doo Lima MS               | Viktor Hertén Lynx Finland      | Viktor Hertén Lynx Finland      | Filip Eriksson Arctic Cat Storumans SK | Filip Eriksson Arctic Cat Storumans SK |
| Pro Stock | Marcus Ogemar-Hellgren Lynx Östersunds SSK | Marcus Ogemar-Hellgren Lynx Östersunds SSK | Magnus Renström Lynx Gargnäs MK | Magnus Renström Lynx Gargnäs MK | Filip Öhman Lynx Älvsbyns MS           | Filip Öhman Lynx Älvsbyns MS           |
| Dam       | Marica Renheim Lynx Lima MS                | Marica Renheim Lynx Lima MS                | Elina Öhman Lynx Älvsbyns MS    | Elina Öhman Lynx Älvsbyns MS    | Ronja Renheim Lynx Lima MS             | Ronja Renheim Lynx Lima MS             |

### 2012
| Gren      | Guld                                   | Guld                                   | Silver                                  | Silver                                  | Brons                                      | Brons                                      |
| --------- | -------------------------------------- | -------------------------------------- | --------------------------------------- | --------------------------------------- | ------------------------------------------ | ------------------------------------------ |
| Pro Open  | Adam Renheim Lynx Lima MS              | Adam Renheim Lynx Lima MS              | Peter Ericson Polaris Skellefteå MS     | Peter Ericson Polaris Skellefteå MS     | Marcus Evensson Polaris Åredalens SSK      | Marcus Evensson Polaris Åredalens SSK      |
| Pro Stock | Markus Lundgren Arctic Cat Älvsbyns MS | Markus Lundgren Arctic Cat Älvsbyns MS | Oskar Norum Ski-Doo Umeå AK             | Oskar Norum Ski-Doo Umeå AK             | Marcus Ogemar-Hellgren Lynx Östersunds SSK | Marcus Ogemar-Hellgren Lynx Östersunds SSK |
| Dam       | Marica Renheim Lynx Lima MS            | Marica Renheim Lynx Lima MS            | Anna-Carin Karlsson Polaris Älvsbyns MS | Anna-Carin Karlsson Polaris Älvsbyns MS | Elina Öhman Lynx Älvsbyns MS               | Elina Öhman Lynx Älvsbyns MS               |

### 2011
| Gren      | Guld                                    | Guld                                    | Silver                                | Silver                                | Brons                                      | Brons                                      |
| --------- | --------------------------------------- | --------------------------------------- | ------------------------------------- | ------------------------------------- | ------------------------------------------ | ------------------------------------------ |
| Pro Open  | Petter Nårsa Lynx Moskosel SK           | Petter Nårsa Lynx Moskosel SK           | Johan Eriksson Polaris Team Walles MK | Johan Eriksson Polaris Team Walles MK | Adam Renheim Lynx Lima MS                  | Adam Renheim Lynx Lima MS                  |
| Pro Stock | Marcus Johansson Polaris Östersunds SSK | Marcus Johansson Polaris Östersunds SSK | Jeff Öijer Lynx Mora MK               | Jeff Öijer Lynx Mora MK               | Marcus Ogemar-Hellgren Lynx Östersunds SSK | Marcus Ogemar-Hellgren Lynx Östersunds SSK |
| Dam       | Marica Renheim Lynx Lima MS             | Marica Renheim Lynx Lima MS             | Anna-Carin Karlsson Lynx Älvsbyns MS  | Anna-Carin Karlsson Lynx Älvsbyns MS  | Emma Karlsson Arctic Cat Åsele SK          | Emma Karlsson Arctic Cat Åsele SK          |

### 2010
| Gren      | Guld                                | Guld                                | Silver                                 | Silver                                 | Brons                                | Brons                                |
| --------- | ----------------------------------- | ----------------------------------- | -------------------------------------- | -------------------------------------- | ------------------------------------ | ------------------------------------ |
| Pro Open  | Johan Lidman Arctic Cat Älvsbyns MS | Johan Lidman Arctic Cat Älvsbyns MS | Viktor Stenman Arctic Cat Storumans SK | Viktor Stenman Arctic Cat Storumans SK | Dan Lang Polaris Åredalens SSK       | Dan Lang Polaris Åredalens SSK       |
| Pro Stock | John Stenberg Ski-Doo Lofsdalens SK | John Stenberg Ski-Doo Lofsdalens SK | Johan Dahlgren Lynx Team Walles MK     | Johan Dahlgren Lynx Team Walles MK     | Marcus Lundgren Lynx Älvsbyns MS     | Marcus Lundgren Lynx Älvsbyns MS     |
| Dam       | Desiree Stolt Ski-Doo Umeå AK       | Desiree Stolt Ski-Doo Umeå AK       | Marica Renheim Lynx Lima MS            | Marica Renheim Lynx Lima MS            | Anna-Carin Karlsson Lynx Älvsbyns MS | Anna-Carin Karlsson Lynx Älvsbyns MS |